# Districte de Waldenburg

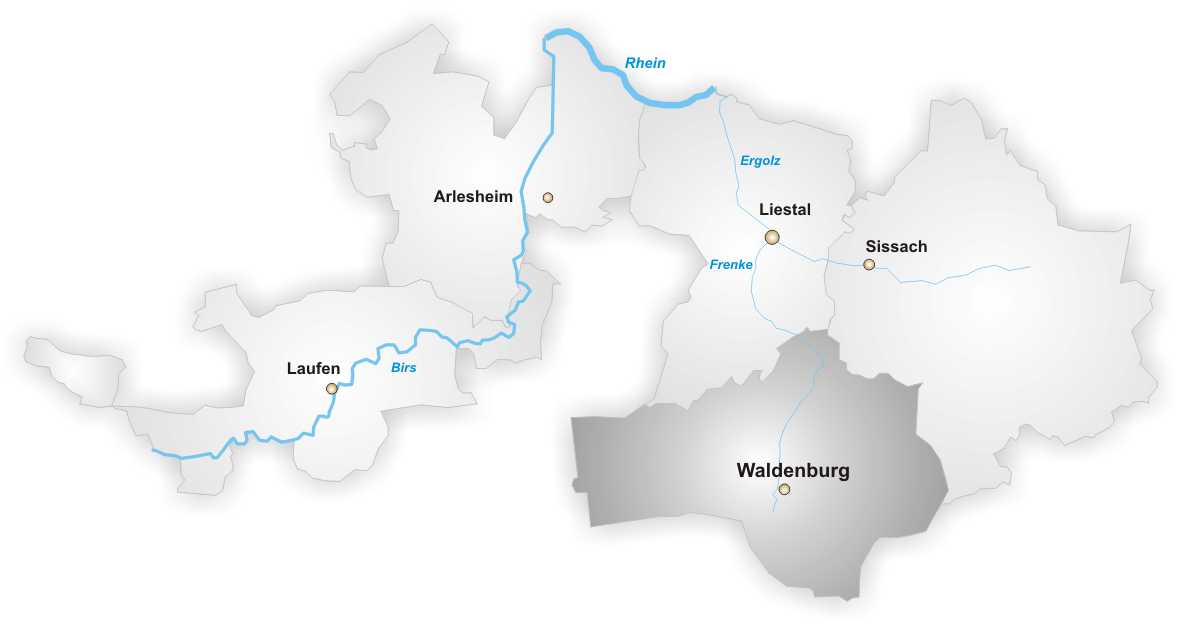
El districte de Waldenburg

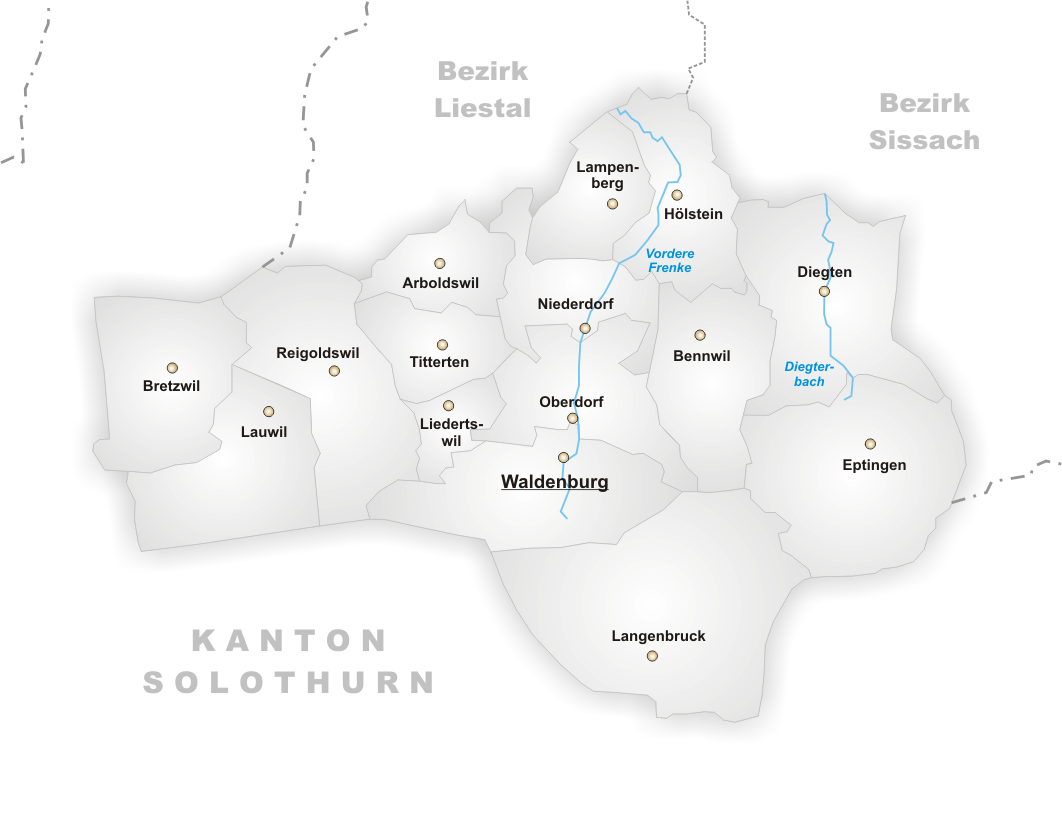
Municipis del districte de Waldenburg

El districte de Waldenburg és un dels cinc districtes del cantó suís de Basilea-Camp. Té una població de 15589 habitants (cens de 2007) i una superfície de 104.93 km². Està compost per 15 municipis i el cap del districte és Waldenburg.

## Municipis
| Escut                | Municipi    | Habitants (2004) | Superfície en km² |
| -------------------- | ----------- | ---------------- | ----------------- |
| Arboldswil           | Arboldswil  | 509              | 3.48              |
| Bennwil              | Bennwil     | 625              | 6.51              |
| Bretzwil             | Bretzwil    | 773              | 7.33              |
| Diegten              | Diegten     | 1518             | 9.64              |
| Eptingen             | Eptingen    | 552              | 11.19             |
| Hölstein             | Hölstein    | 2243             | 6.02              |
| Blason de Lampenberg | Lampenberg  | 507              | 4.00              |
| Langenbruck          | Langenbruck | 999              | 15.69             |
| Lauwil               | Lauwil      | 329              | 7.27              |
| Liedertswil          | Liedertswil | 160              | 1.94              |
| Niederdorf           | Niederdorf  | 1798             | 4.41              |
| Oberdorf             | Oberdorf    | 2299             | 6.19              |
| Reigoldswil          | Reigoldswil | 1526             | 9.25              |
| Titterten            | Titterten   | 415              | 3.71              |
| Waldenburg           | Waldenburg  | 1307             | 8.30              |